# Граф Херефорд
Граф Херефорд (или Герефорд; англ. Earl of Hereford) — английский графский титул в Средние века. Уже в англосаксонский период Херефордшир и сопредельные земли были выделены в отдельную административную единицу под властью эрла, призванную обеспечить оборону англо-валлийской границы. После нормандского завоевания военное значение Херефордшира ещё более возросло, а титул графа Херефорда стал одним из первых дворянских титулов, учреждённых Вильгельмом Завоевателем. В 1199 году этот титул был передан главе дома Богунов, одного из наиболее могущественных и влиятельных аристократических родов Валлийской марки. Во второй половине XIII — первой половине XIV века графы Херефорд играли ведущие роли в политической жизни страны и руководили военными походами в Уэльс, Шотландию и Францию. Титул прекратил существование со смертью последнего представителя дома де Богун в 1373 году и с тех пор не восстанавливался.

## История титула
Титул эрла Херефорда впервые получил в середине XI века Свен Годвинсон, старший брат Гарольда II, последнего короля англосаксонского периода истории Англии. При его преемнике эрле Ральфе Херефордшир впервые начал превращаться в приграничное графство, отвечающее за оборону английской границы с южным Уэльсом. После нормандского завоевания военная ориентация Херефордшира усилилась. Однако окончательная трансформация графства в одну из приграничных марок приостановилась после ликвидации титула графа Херефорда в результате участия Роджер Фиц-Осберна в «восстании трёх графов» 1074 г. против Вильгельма Завоевателя.
В конце XII века титул графа Херефорда получил Генри де Богун (ум. 1220), лорд-констебль Англии, крупный землевладелец Валлийской марки и Уилтшира и активный участник баронских войн начала XIII века. Его потомки из дома Богунов продолжали носить этот титул до 1373 года. Благодаря удачным бракам и королевским пожалованиям к середине XIV века графы Херефорда стали одним из богатейших и наиболее влиятельных аристократических родов Англии. Среди носителей титула наиболее выделяются Хамфри де Богун, 3-й граф Херефорд (ум. 1299), один из руководителей завоевания Уэльса и Шотландии при Эдуарде I, и его сын Хамфри де Богун, 4-й граф Херефорд (ум. 1322), участник битвы при Бэннокберне, лорд-ордайнер и лидер движения баронов против Эдуарда II и его фаворитов. После смерти в 1373 году Хамфри де Богуна, 7-го графа Херефорда, не оставившего наследников мужского пола, титул перестал существовать и с тех пор не воссоздавался.

## Список графов Херефорд

### Англосаксонские эрлы Херефорда
- Свен Годвинсон (ок. 1043—1051)
- Ральф (1052—1057)

### Графы Херефорд, первая креация (1067)
- Уильям Фиц-Осберн (1067—1071);
- Роджер Фиц-Осберн (1071—1075), сын предыдущего.

### Графы Херефорд, вторая креация (1141)
- Миль Глостерский (1141—1143);
- Роджер Фиц-Миль (1143—1155), сын предыдущего.

### Графы Херефорд, третья креация (1199)

Герб дома де Богун

- Генри де Богун, 1-й граф Херефорд (1199—1220);
- Хамфри де Богун, 2-й граф Херефорд (1220—1275), сын предыдущего;
- Хамфри де Богун, 3-й граф Херефорд (1275—1298), внук предыдущего;
- Хамфри де Богун, 4-й граф Херефорд (1298—1322), сын предыдущего;
- Джон де Богун, 5-й граф Херефорд (1322—1336), сын предыдущего;
- Хамфри де Богун, 6-й граф Херефорд (1336—1361), брат предыдущего;
- Хамфри де Богун, 7-й граф Херефорд (1361—1373), племянник предыдущего.